# Dolmen de Poulyot
Le dolmen de Poulyot, est un dolmen situé sur la commune de Porspoder, dans le département français du Finistère.

## Historique
Il est classé au titre des monuments historiques par arrêté du 27 décembre 1923.

## Description
C'est un dolmen simple constitué de trois orthostates et recouvert d'une unique table de couverture. Il mesure intérieurement 1,30 m de longueur pour 1,60 m de largeur avec une hauteur sous dalle de 1,70 m. Toutes les dalles sont en granite de l'Aber-Ildut. Leurs bords arrondis par l'érosion laissent supposer qu'elles s'étaient déjà naturellement détachées du sol quand elles ont été prélevées par les constructeurs du dolmen. 

## Annexe